# Diga di Schiffenen
La diga di Schiffenen è una diga ad arco situata in Svizzera, nel Canton Friburgo, sul fiume Sarine.

## Descrizione

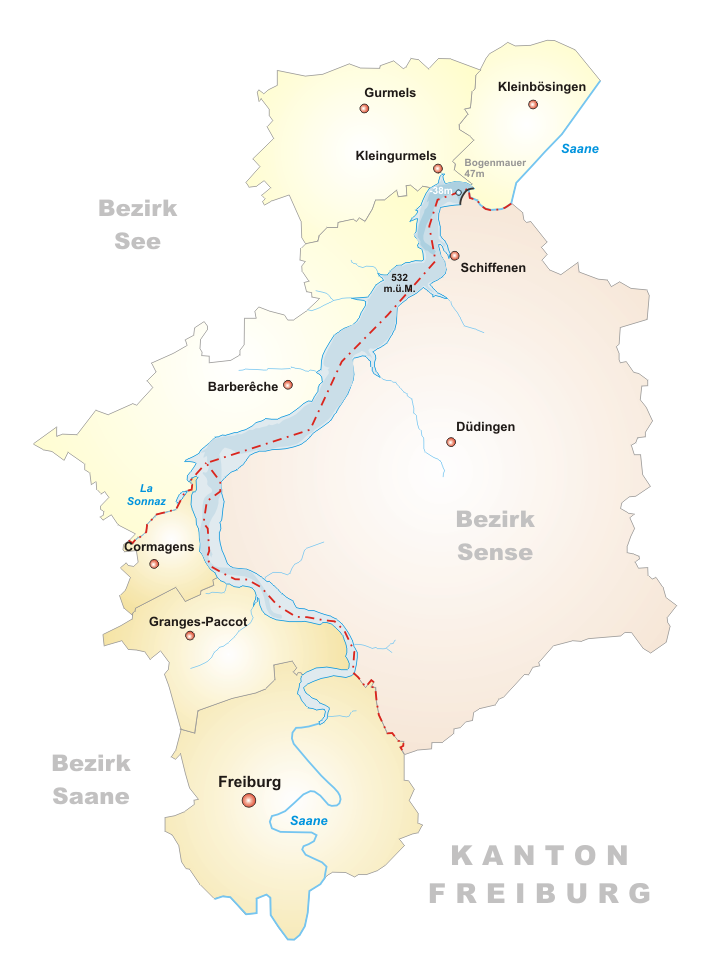
Mappa del lago

Inaugurata nel 1963, ha un'altezza di 47 metri e il coronamento è lungo 417 metri. Il volume della diga è di 185.000 metri cubi.
Il lago creato dallo sbarramento, il Schiffenensee, ha un volume massimo di 65 milioni di metri cubi, una lunghezza di 12,7 km e un'altitudine massima di 532 m s.l.m. Lo sfioratore ha una capacità di 1000 metri cubi al secondo.
Sulla diga trova posto una centrale idroelettrica sfruttata dalle Entreprises Electriques Fribourgeoises (EEF).
Sono installate 2 turbine Kaplan da 35,475 MW ciascuna, e una turbina Francis di 2,311 MW, per un totale di 73,3 MW di potenza.